# Ducy-Sainte-Marguerite
Ducy-Sainte-Marguerite è un comune francese di 175 abitanti situato nel dipartimento del Calvados nella regione della Normandia.

## Società

### Evoluzione demografica
Abitanti censiti